# Zlata plaketa Univerze v Ljubljani
Zlata plaketa Univerze v Ljubljani je nagrada, ki jo v imenu Univerze v Ljubljani podeljuje rektor univerze za izjemne zasluge pri razvijanju znanstvenega, pedagoškega ali umetniškega ustvarjanja in za krepitev ugleda univerze na predlog senatov članic ali rektorja univerze.
Zlato plaketo Univerze v Ljubljani podeljuje rektor na slavnostni seji senata univerze.
Zlata plaketa je okrogle oblike s premerom 7cm. Na čelni strani plakete je znak in ime univerze, na hrbtni strani pa ime in priimek nagrajenca ter datum podelitve.

## Sklic
1. ↑  »Priznanja in nagrade na UL«. Univerza v Ljubljani.